# Reinier van Persijn

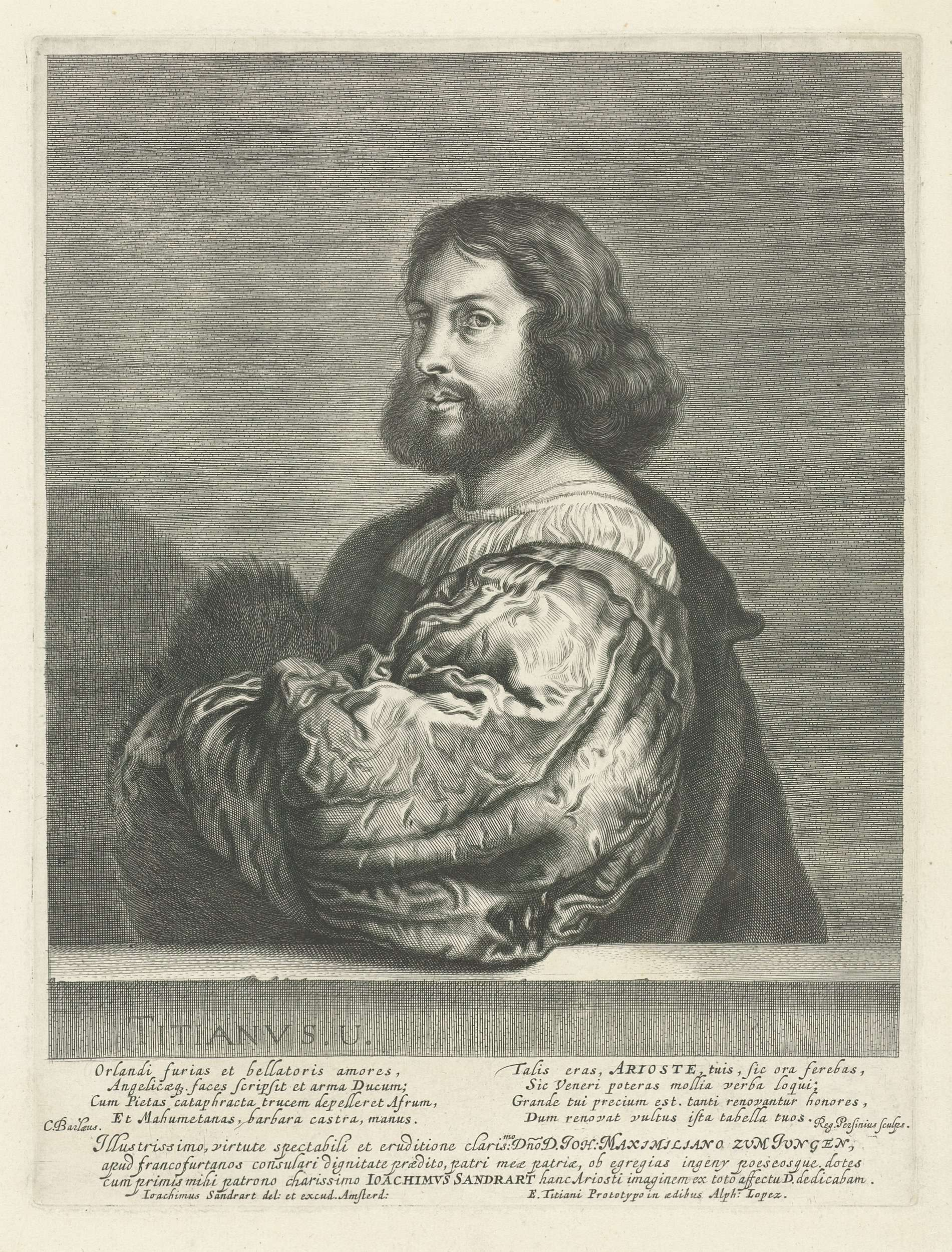
Retrato de Ludovico Ariosto, grabado de Reinier van Persijn por dibujo de Joachim von Sandrart. Al pie: «F. Titiani, Prototypo in aedibus Alph: Lopez».

Reinier van Persijn o Persyn, apodado Narcissus (Alkmaar, c. 1614-Gouda, 1668) fue un grabador del Siglo de Oro neerlandés.

## Biografía
Discípulo de Theodor Matham y de Cornelis Bloemaert, en 1633 se trasladó con ellos a Roma para grabar bajo la dirección de Joachim von Sandrart la colección de obras de arte del marqués Vincenzo Giustiniani, alojándose en el mismo palacio. En Roma se unió al grupo de los Bentvueghels y es posible que después del regreso de Sandrart a los Países Bajos, en 1637, todavía permaneciese algún tiempo en la ciudad. En cualquier caso, en agosto de 1642 se encontraba en Ámsterdam, pues el 18 de ese mes contrajo matrimonio con Elisabeth Dirks van Raemburgh. En la década de 1640 Persijn continuó la colaboración con Sandrart y grabó por sus dibujos reproducciones de cuadros célebres, entre ellos los retratos de Baltasar Castiglione según Rafael (París, Louvre) y el que entonces se creía retrato de Ludovico Ariosto pintado por Tiziano (Londres, National Gallery), cuadros localizados en la colección formada en Ámsterdam entre 1639 y 1641 por Alfonso López, financiero y confidente de Richelieu.
Junto a los grabados de reproducción de piezas arqueológicas conservadas en la colección Giustiniani y los retratos —alrededor de treinta conocidos— Persijn grabó también por pinturas de Sandrart y para una serie dedicada a los meses del año, los correspondientes a Julio, alegorizado en una mujer cosechando, Octubre, representado mediante una imagen de Baco bebiendo, y Noviembre, en la figura de un cazador que regresa a la aldea con las piezas cobradas. Además grabó trece estampas de cuadrúpedos por dibujos de Jacob Gerritsz Cuyp, reunidas en un álbum titulado Diversa Animalia Quadrupedia (1641), un mapa de Zijpe en seis hojas, y frontispicios de libros, entre ellos el de la Iconología de Cesare Ripa por diseño de Adriaen van Nieulandt, para la edición impresa en Ámsterdam en 1644 por Dirck Pietersz Pers, y el de las Sátiras de Juvenal y Aulo Persio Flaco anotadas por Cornelis Schrevelius, Leiden, 1648.
En 1646 fechó Santa Cecilia repartiendo su ropa entre los pobres, estampa grabada por dibujo propio según uno de los frescos pintados por Domenichino en la capilla Polet de la iglesia de San Luis de los Franceses de Roma, lo que ha hecho pensar en un segundo viaje a Italia que, de haberlo llevado a cabo, habría sido de corta duración.
Tras enviudar en 1655, el 26 de abril de 1656 se casó en Waddinxveen, en segundas nupcias, con Maria Crabeth, hija y heredera del pintor Wouter Crabeth II, y se estableció a vivir en la casa que su rica esposa tenía en Gouda.